# Beata Kollmats
Beata Kollmats (Göteborg, 6 luglio 1992) è una calciatrice svedese, difensore del Djurgården.

## Caratteristiche tecniche
Nata inizialmente come centrocampista, Beata Kollmats è un difensore centrale, abile sia a destra che a sinistra e capace di giocare sia in una difesa a 3 che in una posizione a 4. Dotata di un buon colpo di testa, una delle sue caratteristiche più importanti è la capacità di impostare il gioco dal basso, grazie alla buona tecnica e a un fisico strutturato.

## Carriera

### Kopparbergs/Göteborg FC

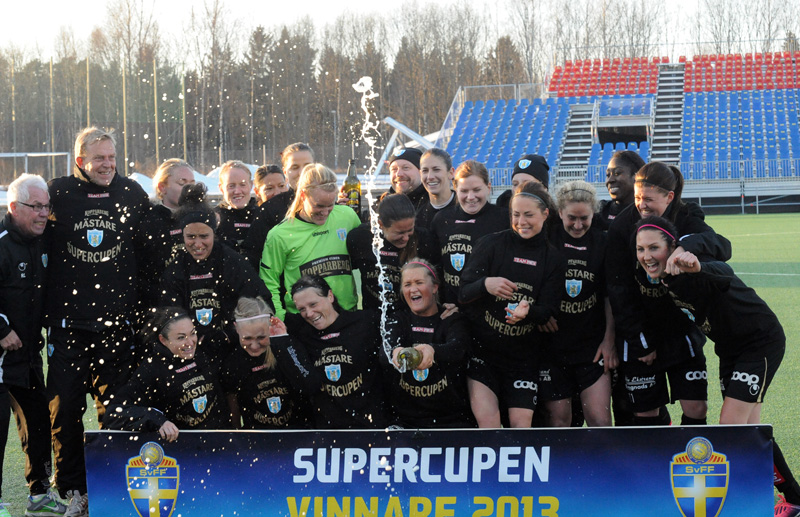
Le giocatrici festeggiano la conquista della Supercupen nell'aprile del 2013.

Beata Kollmats inizia a giocare all'età di 5 anni come centrocampista. A dicembre 2010, all'età di 18 anni, firma un contratto con il Kopparbergs/Göteborg, squadra della Damallsvenskan, il principale campionato di calcio femminile in Svezia. Fa il suo esordio e anche la sua unica apparizione stagionale nella partita vinta 6-0 contro il Piteå IF. Alla fine della stagione il Göteborg vince la Coppa di Svezia. 
Nella stagione 2012-2013, Beata Kollmats colleziona 11 presenze, di cui 5 con la maglia da titolare, collezionando 496 minuti. Dopo essersi progressivamente affermata come titolare fissa, nel 2018 diventa capitana del Göteborg, succedendo a Elin Rubensson. Nella stagione 2021-2022 esordisce in UEFA Women's Champions League, Giocando quattro partite contro Benfica, Bayern Monaco e Olympique Lione. Con la maglia del club di Göteborg vincerà un Campionato nazionale nella stagione 2019-2020, tre Coppe di Svezia (2011-12, 2018-19, 2020-21) e una Supercoppa di Svezia (2013).

### Roma
Il 15 gennaio 2022, Kollmats firma con la Roma un contratto fino a giugno 2023.
Lungo la stagione 2022-2023, contribuisce da riserva alla vittoria della Supercoppa italiana e del campionato, primo titolo nazionale nella storia della Roma. Al termine della stessa annata, la giocatrice lascia il club giallorosso, vista la scadenza del suo contratto.

## Statistiche

### Presenze e reti nei club
Statistiche aggiornate al 25 marzo 2024
| Stagione                       | Squadra                        | Campionato      | Campionato | Campionato | Coppe nazionali | Coppe nazionali | Coppe nazionali | Coppe continentali | Coppe continentali | Coppe continentali | Altre coppe | Altre coppe | Altre coppe | Totale | Totale | Totale |
| Stagione                       | Squadra                        | Comp            | Pres       | Reti       | Comp            | Pres            | Reti            | Comp               | Pres               | Reti               | Comp        | Pres        | Reti        | Pres   | Reti   |        |
| ------------------------------ | ------------------------------ | --------------- | ---------- | ---------- | --------------- | --------------- | --------------- | ------------------ | ------------------ | ------------------ | ----------- | ----------- | ----------- | ------ | ------ | ------ |
| 2011                           | Kopparbergs/Göteborg           | DS              | 1          | 0          | CN              | 1               | 0               | WCL                | -                  | -                  | -           | -           | -           | 2      | 0      |        |
| 2012                           | Kopparbergs/Göteborg           | DS              | 11         | 0          | CN              | 0               | 0               | WCL                | 0                  | 0                  | SC          | 0           | 0           | 11     | 0      |        |
| 2013                           | Kopparbergs/Göteborg           | DS              | 13         | 1          | CN              | 1               | 0               | WCL                | -                  | -                  | SC          | 0           | 0           | 14     | 1      |        |
| 2014                           | Kopparbergs/Göteborg           | DS              | 9          | 3          | CN              | 2               | 0               | -                  | -                  | -                  | -           | -           | -           | 11     | 3      |        |
| 2015                           | Kopparbergs/Göteborg           | DS              | 0          | 0          | CN              | 1               | 0               | WCL                | -                  | -                  | -           | -           | -           | 1      | 0      |        |
| 2016                           | Kopparbergs/Göteborg           | DS              | 22         | 2          | CN              | 1               | 0               | WCL                | -                  | -                  | -           | -           | -           | 23     | 2      |        |
| 2017                           | Kopparbergs/Göteborg           | DS              | 22         | 3          | CN              | 3               | 0               | WCL                | -                  | -                  | -           | -           | -           | 25     | 3      |        |
| 2018                           | Kopparbergs/Göteborg           | DS              | 19         | 2          | CN              | 3               | 0               | WCL                | -                  | -                  | -           | -           | -           | 22     | 2      |        |
| 2019                           | Kopparbergs/Göteborg           | DS              | 19         | 2          | CN              | 5               | 1               | WCL                | 2                  | 0                  | -           | -           | -           | 26     | 3      |        |
| 2020                           | Kopparbergs/Göteborg           | DS              | -          | -          | CN              | -               | -               | -                  | -                  | -                  | -           | -           | -           | -      | -      |        |
| Totale Kopparbergs/Göteborg FC | Totale Kopparbergs/Göteborg FC |                 | 116        | 13         |                 | 17              | 1               |                    | 2                  | 0                  |             | -           | -           | 135    | 14     |        |
| 2021                           | Häcken                         | DS              | 3          | 0          | CN              | 1               | 0               | WCL                | 3                  | 0                  | -           | -           | -           | 7      | 0      |        |
| Totale Hacken                  | Totale Hacken                  |                 | 3          | 0          |                 | 1               | 0               |                    | 3                  | 0                  |             | -           | -           | 7      | 0      |        |
| gen.-giu. 2022                 | Roma                           | A               | 6          | 1          | CI              | 3               | 0               | -                  | -                  | -                  | SI          | 0           | 0           | 9      | 1      |        |
| 2022-2023                      | Roma                           | A               | 8          | 0          | CI              | 2               | 0               | WCL                | 2                  | 1                  | SI          | 0           | 0           | 12     | 1      |        |
| Totale Roma                    | Totale Roma                    |                 | 14         | 1          |                 | 5               | 0               |                    | 2                  | 1                  |             | 0           | 0           | 21     | 2      |        |
| 2023                           | Djurgården                     | DS              | 9          | 1          | CN              | -               | -               | -                  | -                  | -                  | -           | -           | -           | 9      | 1      |        |
| 2019                           | Djurgården                     | DS              | -          | -          | CN              | 2               | 0               | -                  |                    |                    | -           | -           | -           | 2      | 0      |        |
| Totale Djurgarden              | Totale Djurgarden              |                 | 9          | 1          |                 | 2               | 0               |                    | -                  | -                  |             | 0           | 0           | 11     | 1      |        |
| Totale carriera                | Totale carriera                | Totale carriera | 142        | 15         |                 | 25              | 1               |                    | 7                  | 1                  |             | 0           | 0           | 172    | 17     |        |

## Palmarès
- Campionato svedese: 1

Kopparbergs/Göteborg: 2020
- Coppa di Svezia: 4

Kopparbergs/Göteborg: 2011, 2012, 2018-2019, 2020-2021
- Supercoppa svedese: 1

Kopparbergs/Göteborg: 2013
- Supercoppa italiana: 1

Roma: 2022
- Campionato italiano: 1

Roma: 2022-2023